# Kanysch-Kyja
Kanysch-Kyja (kirgisisch Каныш-Кыя) ist ein Dorf im Oblus Dschalal-Abad (Kirgisistan) mit 3330 Einwohnern (Stand 2022). Es ist Verwaltungszentrum des Rajon Tschatkal und der Landgemeinde Kanysch-Kyja.

## Geographie
Kanysch-Kyja liegt am rechten Ufer des Flusses Tschatkal im Tschatkaltal am Fuß des Piskomgebirges. Der Flughafen (IATA-Code КШЯ) liegt am anderen Ufer.

## Wirtschaft und Infrastruktur
Die Bevölkerung ist hauptsächlich in der Tierhaltung und Landwirtschaft tätig. Es gibt eine weiterführende Schule, zwei Grundschulen, eine Musikschule und eine Berufsfachschule. Des Weiteren sind ein Kulturhaus, eine Bibliothek, ein Krankenhaus, eine Apotheke, ein Flughafen (Flughafen Kanysch-Kyja), ein Postamt und eine Moschee vorhanden.